# Selección femenina de fútbol sub-17 de Zambia
La selección femenina de fútbol sub-17 de Zambia es el equipo representativo de dicho país en las competiciones oficiales. Su organización está a cargo de la Asociación de Fútbol de Zambia, miembro de la CAF y la FIFA.

## Estadísticas

### Copa Mundial Femenina de Fútbol Sub-17
| Año                       | Fase           | Posición     | PJ           | PG           | PE           | PP           | GF           | GC           |
| ------------------------- | -------------- | ------------ | ------------ | ------------ | ------------ | ------------ | ------------ | ------------ |
| Nueva Zelanda 2008        | No clasificó   | No clasificó | No clasificó | No clasificó | No clasificó | No clasificó | No clasificó | No clasificó |
| Trinidad y Tobago 2010    | No clasificó   | No clasificó | No clasificó | No clasificó | No clasificó | No clasificó | No clasificó | No clasificó |
| Azerbaiyán 2012           | No clasificó   | No clasificó | No clasificó | No clasificó | No clasificó | No clasificó | No clasificó | No clasificó |
| Costa Rica 2014           | Fase de grupos | 11.º         | 3            | 1            | 0            | 2            | 2            | 7            |
| Jordania 2016             | No clasificó   | No clasificó | No clasificó | No clasificó | No clasificó | No clasificó | No clasificó | No clasificó |
| Uruguay 2018              | No clasificó   | No clasificó | No clasificó | No clasificó | No clasificó | No clasificó | No clasificó | No clasificó |
| India 2022                | No clasificó   | No clasificó | No clasificó | No clasificó | No clasificó | No clasificó | No clasificó | No clasificó |
| República Dominicana 2024 | Fase de grupos | 16.º         | 3            | 0            | 0            | 3            | 1            | 7            |
| Marruecos 2025            | Por definir    | Por definir  | Por definir  | Por definir  | Por definir  | Por definir  | Por definir  | Por definir  |
| Total                     |                |              | 6            | 1            | 0            | 5            | 3            | 14           |

### Campeonato femenino sub-17 de la CAF
| Año  | Fase             | Posición     | PJ           | PG           | PE           | PP           | GF           | GC           |
| ---- | ---------------- | ------------ | ------------ | ------------ | ------------ | ------------ | ------------ | ------------ |
| 2008 | Ronda Preliminar | -            | 2            | 0            | 0            | 2            | 0            | 6            |
| 2010 | No participó     | No participó | No participó | No participó | No participó | No participó | No participó | No participó |
| 2012 | Ronda final      | 2.º          | 4            | 2            | 0            | 2            | 8            | 8            |
| 2013 | Ronda final      | 1.º          | 4            | 3            | 1            | 0            | 14           | 7            |
| 2016 | Se retiró        | Se retiró    | Se retiró    | Se retiró    | Se retiró    | Se retiró    | Se retiró    | Se retiró    |
| 2018 | Ronda Preliminar | -            | 2            | 1            | 0            | 1            | 5            | 6            |

- A partir de la edición 2010 se realizan eliminatorias por zonas clasificando a la Copa Mundial Femenina de Fútbol Sub-17 los ganadores de los mismos.